# Bolívar Soloists
Die Bolívar Soloists sind ein venezolanisches Ensemble für Kammermusik. Es trägt den Namen von Simón Bolívar.

## Entwicklung
Aufgewachsen in der Orquesta Sinfónica de la Juventud Venezolana Simón Bolívar, studierten die Bolívar Soloists an europäischen Musikhochschulen Klassische Musik. Ihr Repertoire vereint Lateinamerikanische Musik mit Musik aus Europa. Als sie 2011  mit Rolando Villazón eine Konzertreise durch Mexiko machten, begeisterten sie 9.000 Menschen im Auditorio Nacional. Weitere Auftritte hatten sie beim Festival Internacional Cervantino (2012), im Wiener Konzerthaus, in der Berliner Philharmonie, im Gasteig, in der Royal Festival Hall und in der Salle Pleyel. Sie spielten im Kloster Eberbach (beim Rheingau Musik Festival) und in St. Stephani (Bremen). Bei den Festspielen Mecklenburg-Vorpommern 2016 konzertierten sie mit Matthias Schorn und Pacho Flores in der Klosterkirche Dargun und im Kulturhaus Mestlin. Es folgte ein Konzert im Louisiana Museum of Modern Art.
Den derzeitigen Kern der Besetzung bilden Flöte (Efrain Oscher) und Streichquintett (Alejandro Carrillo, Timothy Summers, Luis Cordero Jr., Matias de Oliveira Pinto und Johane Gonzáles). Das Ensemble ist offen für Gastspieler mit Blasinstrumenten (Oboe, Klarinette), Tasteninstrumente (Cembalo, Klavier, Bandoneon) oder Cuatro.

## Einspielungen
- mit Rolando Villazón: ¡México!, CD Deutsche Grammophon (2011 ECHO Klassik)
- Fuga a las Américas (2012)
- Música de Astor Piazzolla, Direktschnitt (2013)
- Música de Venezuela[2]